# Eleccions presidencials georgianes de 1991
Les eleccions presidencials georgianes de 1991 se celebraren el 26 de maig de 1991, després de proclamar la sobirania nacional de la Unió Soviètica. El candidat més votat fou el nacionalista Zviad Gamsakhurdia, qui va fer efectiva la independència del país. Tanmateix, no acabà el mandat i fou deposat per una revolta popular que l'obligà a fugir del país el 31 de gener de 1992.

## Resultats
Eleccions presidencials georgianes de 26 de maig de 1991
| Candidats                 | Vots | %     |
| ------------------------- | ---- | ----- |
| Zviad Gamsakhurdia        |      | 87,03 |
| Valerian Advadze          |      | 7,17  |
| Dzhimmi Mikeladze         |      | 1,58  |
| Nodar Notadze             |      | 1,14  |
| Irakli Xengelaia          |      | 0,88  |
| Thomas Kvančantiradze     |      | 0,28  |
| Total 83,14% participació |      | 100.0 |